# 盛李豪
盛李豪（2004年12月4日—），江苏张家港人，中国男子射击运动员，主攻步枪项目。曾获得2020年夏季奧林匹克運動會射擊男子10公尺空氣步槍比賽银牌。

## 战绩
盛李豪于小学开始接触射击。2017年，盛李豪进入苏州市体育运动学校射击队，师从沈超。随后进入江苏省射击队，师从姚烨。2018年，盛李豪在全国青少年锦标赛获得气步枪个人、团体和混团冠军。2019年底，他代表国家参加亚洲锦标赛，获得青年组团体金牌和个人铜牌。2020年，进入中国国家射击队。2021年3月底，经过三轮奥运会最终队伍的选拔赛后，他以气步枪个人总积分第二名和混团总积分第二名的成绩，获得男子10米气步枪个人和10米气步枪混合团体两项2021年东京奥运会参赛资格。同年7月25日，东京奥运会男子10米气步枪决赛中，他以250.9环获得银牌。
2024年7月27日，盛李豪与黄雨婷搭档在巴黎奥运会混合团体10米气步枪决赛中获得金牌，同月29日盛李豪又在男子10米气步枪决赛中以总成绩252.2环获得金牌。10月15日，盛李豪在印度新德里举办的2024年国际射联射击世界杯男子10米气步枪决赛中以251.4环的成绩获得冠军，实现了奥运会、世锦赛、世界杯三大国际赛事的大满贯。